# AEL 1964 BC
AEL 1964 BC (en griego: ΑΈΛ 1964 ΓΣ) es un equipo de baloncesto griego con base en Larisa, que disputa la competición de la A2 Ethniki. Fue fundado en 1993, en 2006 se fusionó con el Gymnastikos S. Larissas. En esa fecha cambió su nombre por el actual, que significa Athlitiki Enosi Larisas 1964 Gymnastikos Syllogos (en español: Unión Atlética de Larisa 1964 Club Gimnástico de Deportes).

## Historia
Desde su fundación hasta 2006, el equipo compitió como AEL 1964, jugando bajo esa denominación. Ese año se asoció a otro club, el AE Larisa, con equipo de fútbol jugando en la Super Liga de Grecia, pasando a adoptar su actual nomenclatura.
Desde el año 2005 compite en la Primera División Griega, obteniendo su mejor resultado en la temporada 2007-08, logrando la décima posición.

## Jugadores

### Jugadores históricos
- Vassilis Spanoulis
- Piculín Ortiz
- Sedale Threatt
- James Donaldson
- Richard Dumas